# انسایکلوپیدیا متالوم
انسایکلوپیدیا متالوم: بایگانی متال (انگلیسی: Encyclopaedia Metallum: The Metal Archives) که اغلب با نام‌های «بایگانی متال» یا «MA» شناخته می‌شود، نام یک وبگاه آنلاین است که به گروه‌های موسیقی هوی متال می‌پردازد.
این وبسایت اینترنتی که در سال ۲۰۰۲ میلادی راه‌اندازی شد، اطلاعاتِ جامعی دربارهٔ همهٔ گروه‌های موسیقی این ژانر، شاملِ آلبوم‌شناسی، لوگو و عکس، اشعار متن ترانه، زندگی‌نامه، شایعات و حواشی، و نقدهای خوانندگان ارائه می‌کند.
این وبگاه، فاقد هرگونه تبلیغات تجاری و آگهی است و به‌طور کاملاً مستقل ارائه می‌شود.